# -графија
-графија је суфикс пореклом од грчке речи γραφειν, што значи писати. Користи се за појаве које имају везе са писањем као и за одређене гране науке.
- Аграфија
- Астрофотографија
- Аутобиографија
- Библиографија
- Биогеографија
- Биографија
- Биодемографија
- Географија
- Демографија
- Дисграфија
- Електроенцефалографија
- Етнографија
- Криптографија
- Литографија
- Океанографија
- Палиграфија
- Порнографија
- Стратиграфија
- Фотографија